# Ramón Emeterio Betances
Ramón Emeterio Betances (Cabo Rojo, 8 aprile 1827 – Neuilly, 18 settembre 1898) è stato un politico portoricano.

## Biografia
Betances iene ricordato soprattutto per i suoi ideali rivoluzionari con i quali promosse, assieme a Segundo Ruiz Belvis, la rivolta nota come il Grito de Lares, che ebbe luogo nel 1868.
Secondo gli storici è considerato il "padre della nazione portoricana" (padre de la patria), ovvero il padre del Movimento indipendentista portoricano.